# Tibellus bruneitarsis
Tibellus bruneitarsis es una especie de araña cangrejo del género Tibellus, familia Philodromidae. Fue descrita científicamente por Lawrence en 1952.

## Distribución
Esta especie se encuentra en Zimbabue y Sudáfrica.